# Musica sull'acqua
La Musica sull'acqua (Wassermusik) è una serie di tre suite orchestrali composte da Georg Friedrich Händel.
La prima integrale si tenne il 17 luglio 1717 in seguito alla richiesta del re Giorgio I, che aveva chiesto un'esecuzione mentre la sua chiatta navigava sul fiume Tamigi. Il concerto fu eseguito da 50 musicisti che suonavano su una chiatta in prossimità della chiatta reale, da cui il re ascoltava con alcuni amici intimi, tra cui la duchessa di Bolton, la duchessa di Newcastle, la contessa di Godolphin, mad. Kilmarnock, e George Douglas-Hamilton, conte di Orkney. Si dice che Giorgio I apprezzò tanto la musica che ordinò ai musicisti, sebbene fossero esausti, che ne ripetessero l'esecuzione tre volte.

## Musica e strumentazione
Tutti gli strumenti in uso nell'orchestra tradizionale della prima metà del secolo XVIII, furono portati a bordo, eccetto il clavicembalo perché non era possibile che stesse sulla chiatta.
La strumentazione è diversa secondo i movimenti, ma gli strumenti necessari per eseguire integralmente l'opera sono un flauto traverso, due flauti dolci, due oboi, un fagotto, due corni, due trombe, archi e b. continuo: questa strumentazione riesce a produrre il suono necessario all'aperto.
Parte della musica è stata anche conservata in una partitura contemporanea scritta per un'orchestra più piccola, probabilmente quella che suonava ai Cannons: tale versione non è adatta all'esecuzione all'aperto, perché il suono degli strumenti ad arco si disperde all'aria aperta.
La Musica sull'acqua inizia con un'ouverture alla francese e comprende minuetti, bourrée e hornpipe. È divisa in tre suite:
Suite in Fa maggiore, HWV 348
1. Overture (Largo – Allegro)
2. Adagio e staccato
3. Allegro – Andante – Allegro da capo
4. Minuetto
5. Aria
6. Minuetto
7. Bourrée
8. Hornpipe
9. [senza indicazione di tempo]
10. Allegro (variante)
11. Alla Hornpipe (variante)

Suite in Re maggiore, HWV 349
1. Overture (Allegro)
2. Alla Hornpipe
3. Minuetto
4. Lento
5. Bourrée

Suite in Sol maggiore, HWV 350
1. Allegro
2. Rigaudon
3. Allegro
4. Minuetto
5. Allegro

Esiste una diversa organizzazione delle suite, nell'edizione completa delle opere di Händel di Friedrich Chrysander, dove i movimenti delle suite in Re e in Sol sono mischiati. Tale sequenza deriva dalla prima edizione completa delle partiture realizzata da Samuel Arnold nel 1788 e dalle copie del manoscritto risalenti all'epoca in cui Händel era vivo. L'edizione di Chrysander contiene anche una versione precedente dei primi due movimenti della suite HWV 349 in tonalità di Fa maggiore, composta nel 1715 e arrangiata originalmente per due corni naturali, due oboi, fagotto, archi e continuo: oltre alle fanfare di corni e alla risposta orchestrale, la versione originale conteneva una parte elaborata per il primo violino in stile di concerto, eliminata nella versione seguente.
I pezzi in ognuna delle suite non hanno un ordine definito: durante l'esecuzione sul Tamigi i pezzi lenti e raccolti erano suonati quando la chiatta dell'orchestra e quella del re erano vicine, mentre la musica di carattere più allegro ed esuberante veniva suonata quando le due chiatte erano più separate.

## Leggende
La leggenda dice che Händel compose la Musica sull'acqua per riguadagnarsi il favore di re Giorgio I. Händel era stato preso a servizio dal Re quando era ancora in Germania, e il compositore era probabilmente nel rischio di perdere il favore del re per il fatto che si trasferiva a Londra. Tale dato è stato riferito dal primo biografo di Händel, John Mainwaring; benché possa avere qualche fondamento nei fatti, viene messo in dubbio da vari discepoli di Händel.

## Registrazioni
Le registrazioni dell'opera sono molte, e spesso accompagnano la Musica sull'acqua con la Musica per i reali fuochi d'artificio, anch'essa scritta per essere eseguita all'aperto. Insieme, questi due lavori costituiscono tra le composizioni orchestrali più famose di Händel.
Le registrazioni più vecchie tendono a usare arrangiamenti della partitura di Händel per orchestra moderna, come l'arrangiamento di Hamilton Harty. Nel 1959 è stata una pietra miliare la registrazione di Charles Mackerras della Musica per i fuochi d'artificio all'aperto, in maniera da ricreare il suono da banda di ottoni che Händel aveva in mente per le esecuzioni sul Tamigi.
Sono significative le tre seguenti esecuzioni con strumenti originali:
- Trevor Pinnock con The English Concert (1983) in Händel: Orchestral Works, Archiv 463-094-2. (Arrangia i movimenti alla stessa maniera dell'edizione di Chrysander di cui sopra);
- Jordi Savall con Le Concert des Nations (1993);
- The Brook Street Band (2003) ha registrato la versione "al chiuso" conosciuta come la "Oxford Water Music".